# 夏夫斯 (阿肯色州)
夏夫斯（英語：Shives）是位於美國阿肯色州奇科特縣的一個非建制地區。該地的面積和人口皆未知。

## 地理
夏夫斯的座標為33°16′31″N 91°10′15″W / 33.27528°N 91.17083°W，而該地的平均海拔高度為37米（即121英尺）。